# Oliver Bromby
Oliver Bromby (* 30. März 1998 in Southampton) ist ein britischer Leichtathlet, der sich auf den Sprint spezialisiert hat.

## Sportliche Laufbahn
Erste internationale Erfahrungen sammelte Oliver Bromby im Jahr 2015, als er bei den Jugendweltmeisterschaften in Cali in 10,60 s den vierten Platz im 100-Meter-Lauf belegte, wie auch bei den anschließend stattfindenden Commonwealth Youth Games in Apia mit 10,45 s. Im Jahr darauf erreichte er bei den U20-Weltmeisterschaften in Bydgoszcz über 100 Meter das Halbfinale, in dem er mit 10,37 s ausschied und mit der britischen 4-mal-100-Meter-Staffel in 39,57 s den sechsten Platz belegte. 2017 gewann er bei den U20-Europameisterschaften in Grosseto in 10,88 s die Bronzemedaille über 100 Meter und gelangte mit der Staffel in 39,67 s auf den vierten Platz. 2019 gewann er bei den U23-Europameisterschaften in Gävle in 10,24 s die Silbermedaille hinter dem Schweden Henrik Larrson und kam mit der Staffel im Finale nicht ins Ziel. 2021 startete er bei den Halleneuropameisterschaften in Toruń im 60-Meter-Lauf und erreichte dort das Halbfinale, in dem er mit 6,64 s ausschied.

## Persönliche Bestleistungen
- 100 Meter: 10,22 s (+1,5 m/s), 5. Juni 2019 in Lee Valley
  - 60 Meter (Halle): 6,63 s, 5. Februar 2020 in Ostrava
- 200 Meter: 21,32 s (+1,5 m/s), 9. Mai 2015 in Eton
  - 200 Meter (Halle): 21,36 s, 14. Februar 2016 in Sheffield